# 1001
Évszázadok: 10. század – 11. század – 12. század
Évtizedek: 950-es évek – 960-as évek – 970-es évek – 980-as évek – 990-es évek – 1000-es évek – 1010-es évek – 1020-as évek – 1030-as évek – 1040-es évek – 1050-es évek
Évek: 996 – 997 – 998 – 999 –  1000 – 1001 – 1002 – 1003 – 1004 – 1005 – 1006

## Események

### Határozott dátumú események
- január 1. (a Julián naptár szerint 1000. december 25.)  – I. István magyar király koronázása Esztergomban vagy Székesfehérvárott.
- február 6. – I. Gergely tusculumi herceget a III. Ottó német-római császár elleni felkelés során a köztársaság vezetőjének kiáltják ki.
- február 16. – III. Ottó német-római császár és II. Szilveszter pápa a római polgárok felkelése miatt kénytelen elhagyni a Várost.
- április 14. – II. Orseolo Péter velencei dózse vendégül látja városában a Dalmácia elfoglalását ünneplő III. Ottó német-római császárt.

### Határozatlan dátumú események
- április – II. Szilveszter pápa a ravennai zsinaton jóváhagyja az esztergomi érsekség alapítását.
- az év folyamán –
  - Államalapítás Magyarországon.
  - A pannonhalmi apátság alapítása.
  - II. Szent Eduárd angol király szentté avatása.
  - II. Róbert francia király harmadik házassága, Constance Taillefer d'Arles-val.
  - III. Ottó német-római császár felnyittatja Nagy Károly sírját az aacheni székesegyházban.

## Születések
- augusztus 15. – I. Duncan skót király († 1040)
- III. Niképhorosz Botaniatész bizánci császár  († 1081)

## Halálozások
- augusztus 26. – XVI. János, ellenpápa (* ?)[1]
- december 21. – Hugó, Toszkána őrgrófja, Spoletó hercege (* 950 körül)

Bizonytalan dátum
- Ivreai Konrád, Ivrea őrgrófja (* ?)
- Hrotsvitha, német költőnő (* 935 körül)